# Palais Wittgenstein
Das Palais Pranter-Wittgenstein in der Alleegasse (heute Argentinierstraße 16) im 4. Wiener Gemeindebezirk Wieden war ein Stadtpalais, das von 1873 bis 1950 bestand und der Industriellenfamilie Wittgenstein als Wohnsitz diente.

## Geschichte

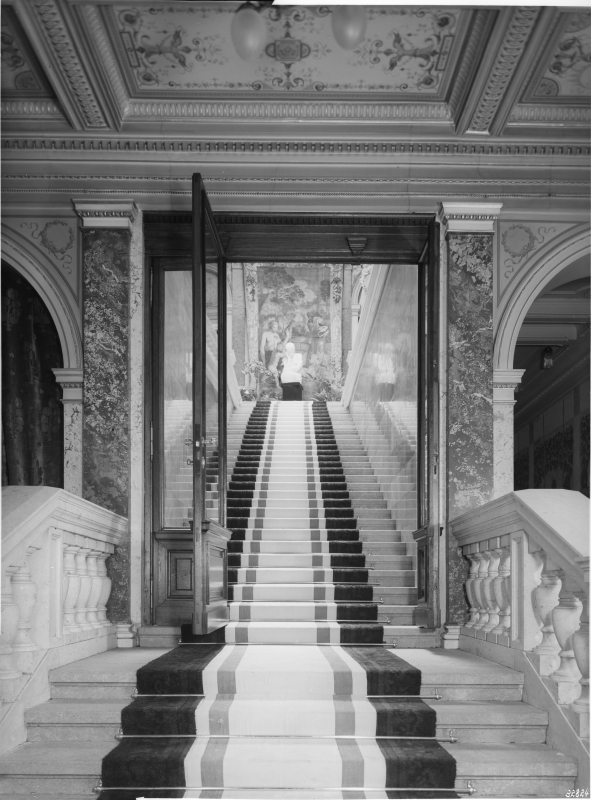
Der Treppenaufgang

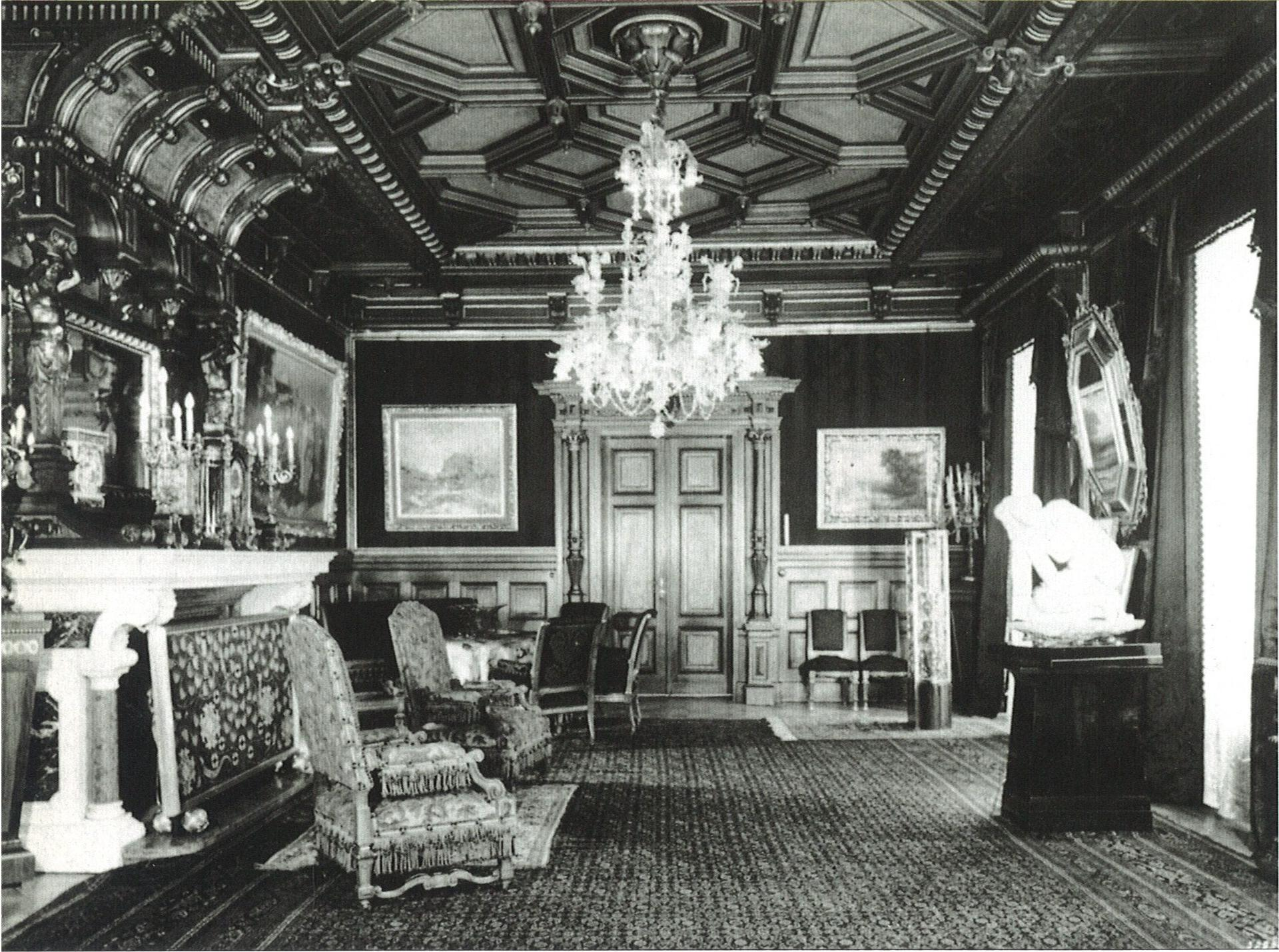
Der Rote Salon (um 1910)

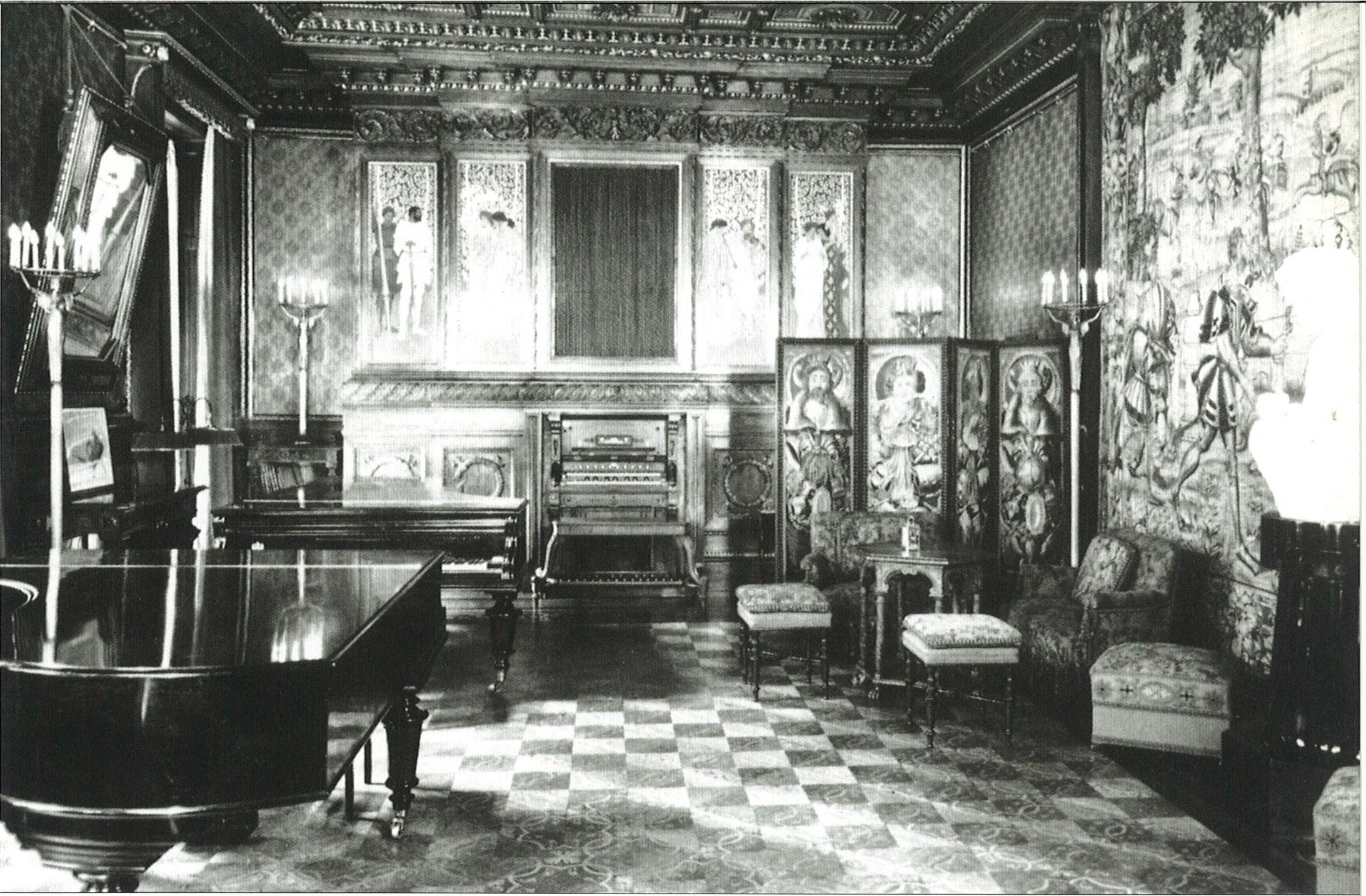
Der Musiksalon (um 1930)

Das Gebäude wurde 1871–73 vom Architekten Friedrich Schachner im Stil der italienischen Neorenaissance für einen Bauherrn namens Franz Pranter errichtet. 
Es ging jedoch bald in den Besitz des Stahlindustriellen Karl Wittgenstein über. Wittgenstein war Vater von neun Kindern, darunter der Philosoph Ludwig Wittgenstein und der Pianist Paul Wittgenstein. Er zog sich am Höhepunkt seines Erfolges aus dem Geschäftsleben zurück und betätigte sich danach vor allem als Förderer der Künste, etwa der Wiener Secession und der Wiener Werkstätte. Nach dem Tod Karl Wittgensteins (1913) kam es zu verschiedenen Besitzerwechseln innerhalb der Familie. Seit Anfang der 1930er-Jahre war Hermine Wittgenstein (1874–1950), die unverheiratete Tochter Karls und Schwester des Philosophen und des Pianisten, alleinige Hausherrin. Während des Zweiten Weltkrieges quartierte das NS-Regime in den Räumen Behörden ein. Das prachtvoll eingerichtete Palais überstand den Krieg nahezu ohne Schäden. 
Nach dem Krieg entschloss sich die Besitzerin zum Verkauf an die Österreichische Länderbank. Diese ließ das Palais in den 1950er-Jahren abreißen und an seiner Stelle einen Wohnbau errichten.